# Oncocnemis campicola
Oncocnemis campicola là một loài bướm đêm trong họ Noctuidae.